# アンジェイ・スリヴィンスキ

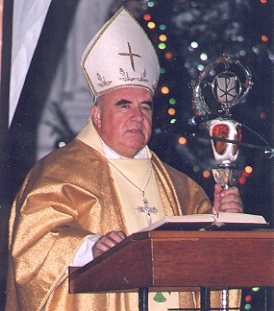
アンジェイ・スリヴィンスキ

アンジェイ・ヨゼフ・スリヴィンスキ（ポーランド語: Andrzej Śliwiński、1939年1月6日 - 2009年9月9日）は、ポーランドのカトリック教会のエルブロンク教区における初代司教。
ポモージェ県ヴェルブリニャ生まれ。1961年12月17日にカトリック教会の司祭に叙階され、1992年3月25日に置かれたエルブロンク教区の初代司教へと選ばれた。彼は司教を2003年8月2日まで務めたのち、ヤン・スティルナに司教の座を譲った。
2009年9月9日、ポーランドのエルブロンクにて死去。70歳没。